# Еврідоме (супутник)
Еврідоме (грец.ΙΕυριδόμη) (англ. Eurydome) — нерегулярний супутник Юпітера, відомий також як Юпітер XXXII.
Назва закінчується на «е» згідно з правилами Міжнародного астрономічного союзу для позначення супутників з ретроградними орбітами.

## Відкриття
Відкритий 2001 року Скоттом Шеппардом (англ. Scott S. Shepard) і командою астрономів Гавайського університету, отримав тимчасову назву S/2001 J 4. 2005 року отримав офіційну назву Еврідоме по імені персонажа давньогрецької міфології — океаніди Еврідоме, яка від Зевса (у римлян Юпітера) народила доньок харит.

## Орбіта
Супутник за 717,3 земних діб здійснює повний оберт навколо Юпітера на відстані приблизно 22 865 Мм. Орбіта має ексцентриситет ~0,276.
Супутник належить до Групи Пасіфе — нерегулярних супутників з орбітами висотою від 22,8 до 24,1 Гм і нахилами орбіт від 144,5 до 158,3 градусів.

## Фізичні характеристики
Діаметр приблизно 3 кілометри, альбедо 0,04. Оцінна густина 2,6 г/см³.